# 二結紙廠殉職碑
二結紙廠殉職碑，位於臺灣宜蘭縣五結鄉上四村，係紀念1936年二結紙廠殉職的臺灣與日本員工。

## 由來

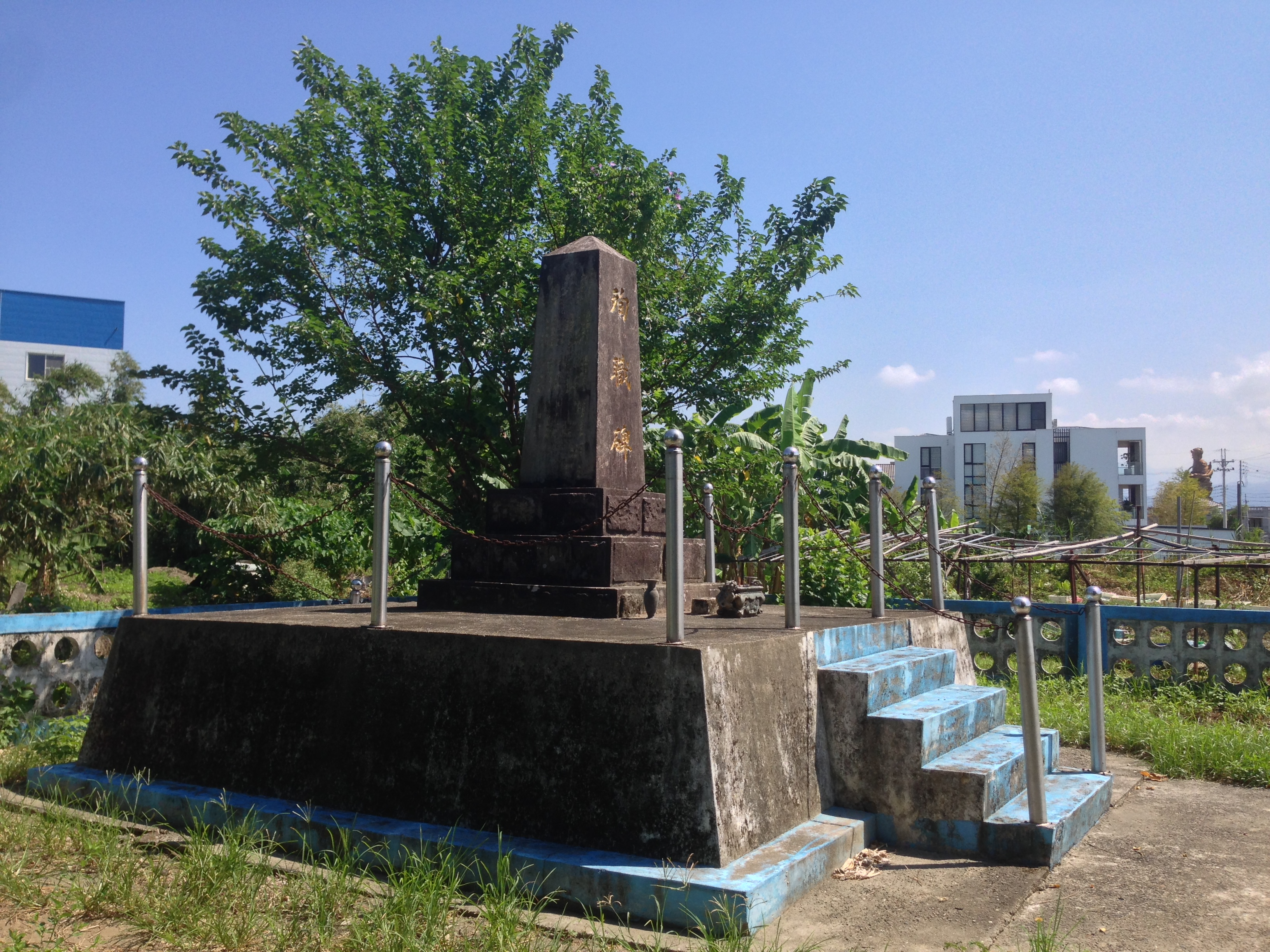
二結紙廠殉職碑與遠方的四結福德廟。

臺灣日治時期，二結紙廠是臺灣最大紙廠，也是宜蘭地區頗具規模的工廠之一，四結有不少人在此紙工廠工作。當時名稱為「台灣興業紙業株式會社」。上四村村長簡瑞和表示，該時代紙廠共有2千多人在工廠工作，其中不乏日本年輕人遠渡來此工作。該紙廠曾經發生兩次重大災難，其中一次是1936年的「金瓜大爆炸」，與二次大戰末期1945年正月初三的美軍大空襲。
1936年8月24日，該紙廠的蒸解爐燒乾失水，壓力過大爆炸，造成廠內13名員工死亡，死者最年輕的只有18歲。其中有7人為日籍員工、6名為台籍。在地耆老黃戊庚廠區出事之際，在附近田裡工作，目睹許多員工被炸出廠外，血肉模糊，有些人則是血流滿面出外求救；當年十一歲的李張阿喚，回憶爆炸恐怖，水氣、紙張直飛。亡故台籍員工遺體已被安葬；但日籍殉職者安葬地因年代久遠而不可考。

## 祭祀
1938年，事故地點三百公尺外的上四村設立了殉職碑，刻上罹難者姓名及住地，如七名罹難的日本人來自東京、福島、北海道等地。臺灣戰後時期，興業紙業株式會社由國民政府接收，改作國營事業「臺灣中興紙業」，並每年農曆七月舉辦中元普渡。
2001年，臺灣中興紙業解散，二結紙廠殉職碑周邊環境開始荒蕪。簡瑞和與文史工作者陳榮楷等地方仕紳感念死者為地方產業犧牲，自2006年開始，普渡期間都會到殉職碑致敬。該殉職碑已列為宜蘭縣文化資產。
2007年，事發已70周年，陳榮楷、上四村長黃政雄、社區理事長黃戊庚、四結福德廟主委簡石木、上四村萬應廟主委陳清池、老人會長呂朝盛等人在該年9月7日前往碑前祭祀。祭品裡除了三牲酒禮、水果，還有餅乾、壽司、泡麵等日式祭品。陳榮楷以日語朗讀祭文，向罹難者表達敬意，也希望異國青年身後也不寂寞。
2016年8月9日上午，已八十七歲的二結紙廠退休員工林百連帶著員工名冊、陳情書前往宜蘭縣政府，希望縣長林聰賢能為因盟軍（美軍）空襲而殉職的同事們，也矗立一座紀念碑。

## 其他
- 由於附近無聚落，殉職碑為一明顯地標，附近居民遂以「石牌仔」稱呼此地[6]。